# Zbigniew Michalski (generał)

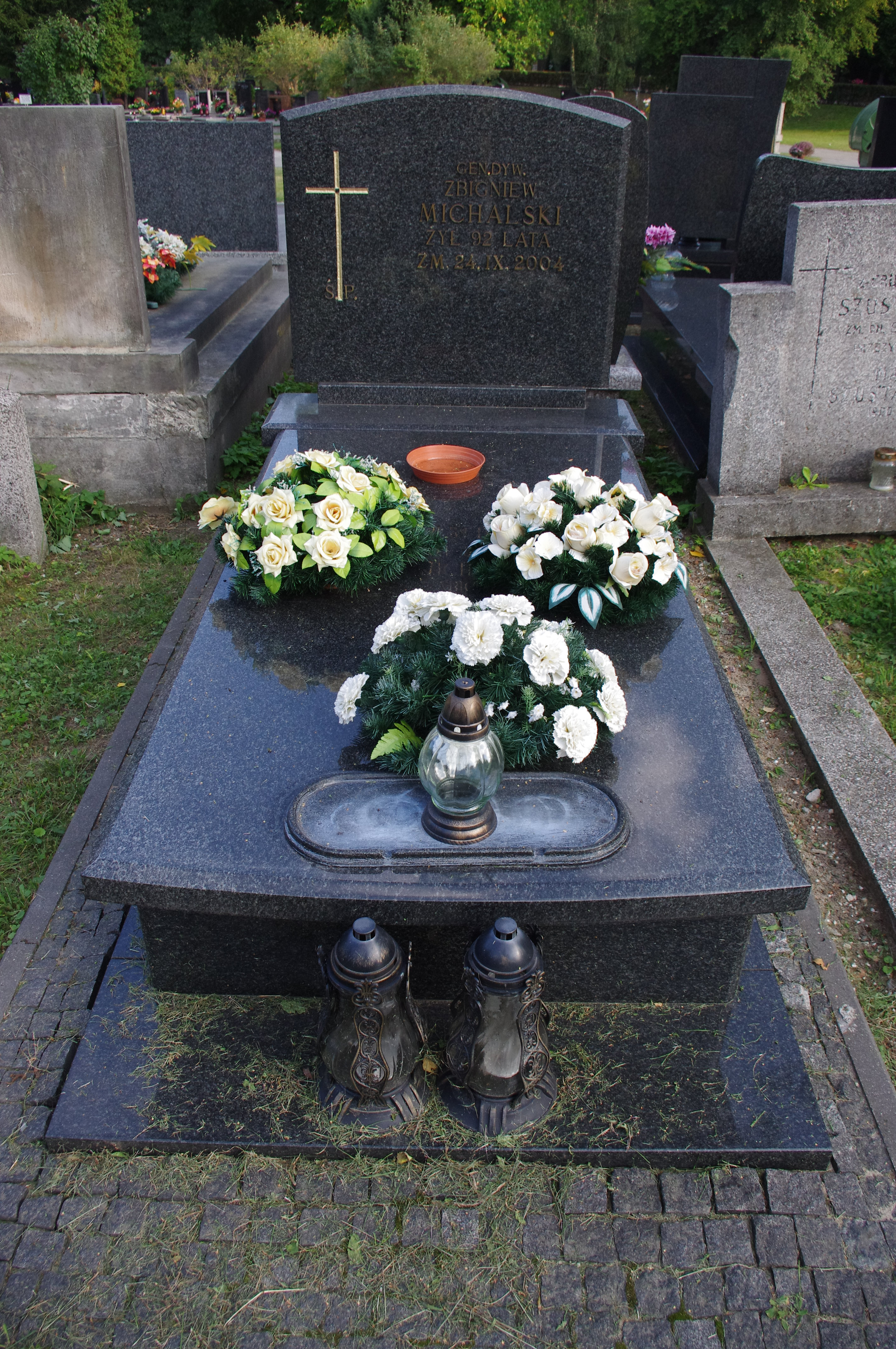
Grób generała Zbigniewa Michalskiego na Powązkach

Zbigniew Michalski (ur. 5 marca 1912 w Janinie (obecnie na Białorusi), zm. 24 września 2004) – generał dywizji Wojska Polskiego.

## Życiorys
W latach 30. ukończył Szkołę Podchorążych Piechoty w Warszawie i został zawodowym oficerem piechoty. Brał udział w kampanii wrześniowej 1939 roku. Dostał się do niewoli niemieckiej. Do 1945 roku przebywał w Oflagu IIC Woldenberg. 
Po wojnie wstąpił do WP w Łodzi. Od września 1945 do grudnia 1946 był pierwszym polskim komendantem Szczecina. W latach 1947 do 1949 był dowódcą 1 Warszawskiego Pułku Czołgów. Ukończył Akademię Sztabu Generalnego. W latach 1957–1959 dowodził 16 Dywizją Pancerną w Elblągu. W 1961 awansowany na stopień generała brygady i mianowany zastępcą dowódcy Pomorskiego Okręgu Wojskowego do spraw liniowych. Następnie inspektor w Inspektoracie Szkolenia MON. W 1972 roku został przeniesiony w stan spoczynku. Aktywny działacz Ligi Obrony Kraju. W 1989 roku awansowany do stopnia generała dywizji w stanie spoczynku. 
Zmarł 24 września 2004 roku. Został pochowany na Cmentarzu Wojskowym na Powązkach (kwatera FII-1-12).

## Ordery i odznaczenia
- Order Sztandaru Pracy II klasy
- Krzyż Oficerski Orderu Odrodzenia Polski (1963)
- Krzyż Kawalerski Orderu Odrodzenia Polski (1958)
- Krzyż Walecznych
- Złoty Krzyż Zasługi (1952)
- Medal za Warszawę 1939–1945
- Złoty Medal „Siły Zbrojne w Służbie Ojczyzny”
- Srebrny Medal Siły Zbrojne w Służbie Ojczyzny
- Brązowy Medal Siły Zbrojne w Służbie Ojczyzny
- Brązowy Medal „Za zasługi dla obronności kraju”